# Alek Osmanović
Alek Osmanović (ur. 30 listopada 1982 w Makarskiej) – chorwacki bobsleista, uczestnik Igrzysk Olimpijskich w Turynie, na których razem z Ivanem Šola, Slavenem Krajačiciem, Juricą Grabušicem i Dejanem Vojnoviciem zajęli 23. miejsce w konkurencji czwórek.